# Charlie jako malarz
Charlie jako malarz (ang. The Face on the Bar Room Floor) − amerykański film niemy z 1914 roku, w reżyserii Charliego Chaplina. 

## Fabuła
Artysta malarz zaleca się do Madeleine. Ona jednak woli klienta, któremu artysta ma malować portret. Zdesperowany malarz rysuje na podłodze baru portret dziewczyny i zostaje wyrzucony. 

## Obsada
- Charlie Chaplin – artysta malarz
- Cecile Arnold – Madeleine
- Fritz Schade – pijak
- Vivian Edwards – model
- Chester Conklin – pijak
- Harry McCoy – pijak
- Hank Mann – pijak
- Wallace MacDonald – pijak